# Monte Otgontenger
El Otgon Tenger Uul o monte Otgontenger (en mongol: Отгонтэнгэр, lit. 'cielo más joven') es el pico más alto de las montañas Khangai en Mongolia. Su cumbre se calcula actualmente que alcanza los 4008 m s. n. m. (algunos mapas topográficos anteriores registran una elevación máxima de 4021 m). La montaña se encuentra en la provincia de Zavhan y es el único pico de la cordillera de Khangai que está cubierto con un glaciar permanente. La cara sur del monte Otgontenger es el muro de granito más extenso de Mongolia. El monte, con 2259 m de prominencia, es el tercer picos ultraprominentes del país (de solamente cinco).
Desde la introducción del budismo, las creencias tradicionales mongolas han sostenido que las deidades coléricas habitan en muchas de las montañas sagradas del país. Ochirvaani está particularmente asociado con Otgontenger.

## Accidentes
En agosto de 1963, un avión Ilyushin 14 se estrelló contra la ladera de la montaña mientras estaba en ruta.
En octubre de 2017, 27 excursionistas escalaron la montaña y solo 10 de ellos regresaron. Solicitaron el equipo de rescate un día después de que los otros 17 hubieran desaparecido. La operación de rescate tomó alrededor de 4 días con helicópteros y 250 hombres. Los rescatadores encontraron a los 17 muertos, algunos de ellos con heridas tanto por daños de la caída como por congelación. Por ello se argumentó que algunas de las víctimas sobrevivieron a la caída e intentaron enviar señales de socorro utilizando linternas.